# Hypochnicium eichleri
Hypochnicium eichleri är en svampart som först beskrevs av Bres. ex Sacc. & P. Syd., och fick sitt nu gällande namn av J. Erikss. & Ryvarden 1976. Hypochnicium eichleri ingår i släktet Hypochnicium och familjen Meruliaceae.  Arten är reproducerande i Sverige. Inga underarter finns listade i Catalogue of Life.